# Кубок мира по горнолыжному спорту 2013/2014

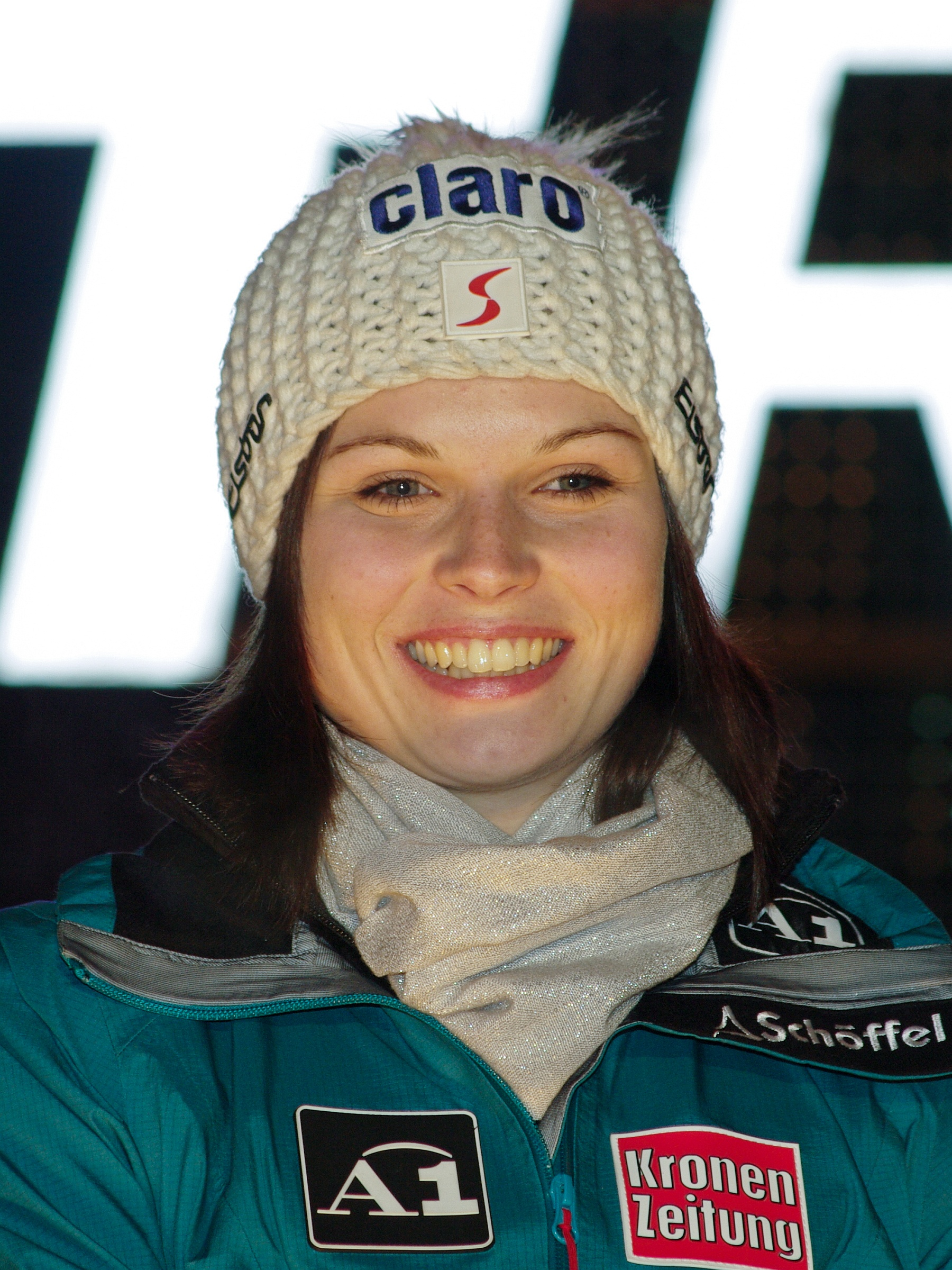
Анна Феннингер впервые в карьере выиграла общий зачёт Кубка мира (фото 2011 года)

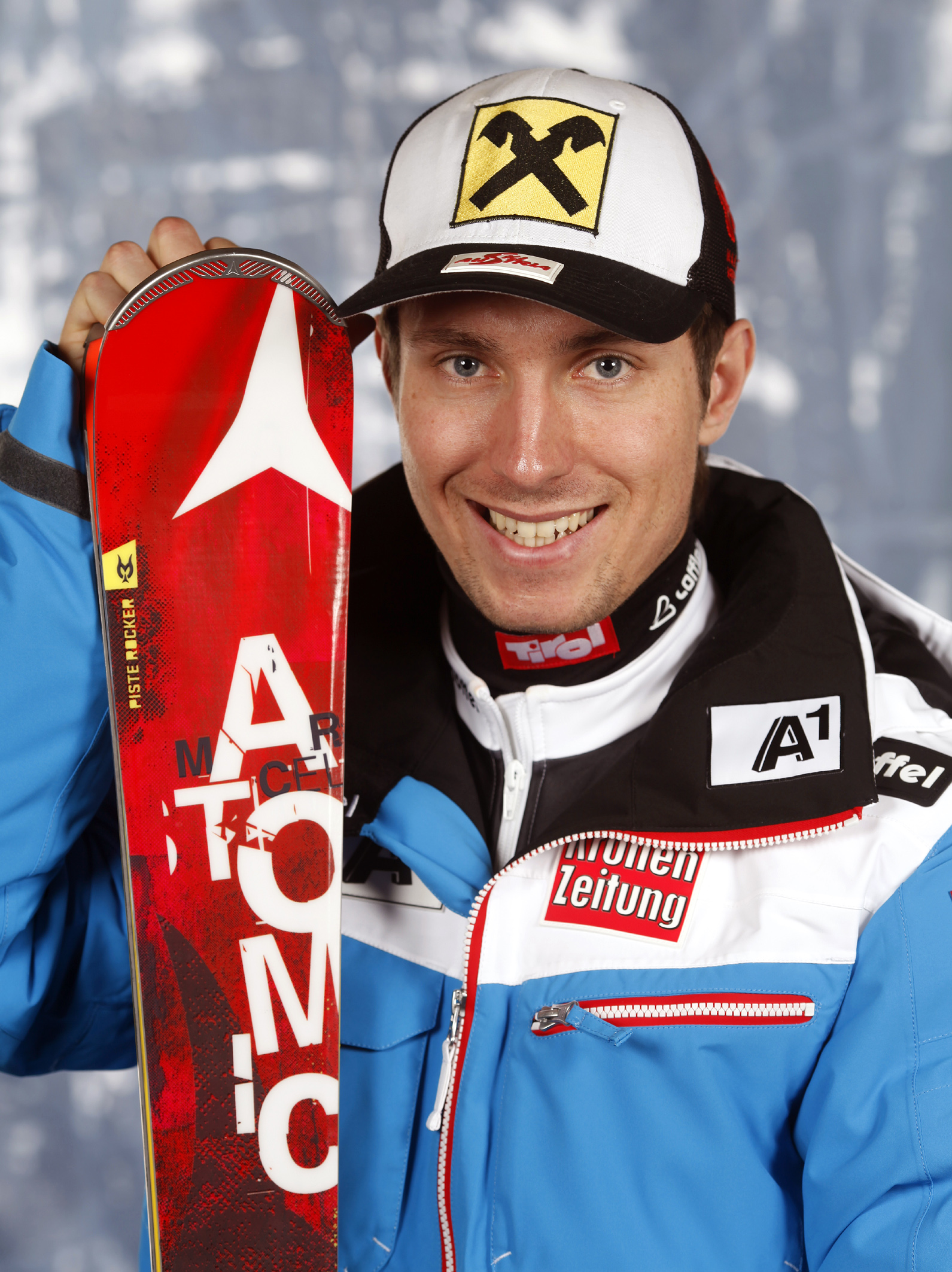
Марсель Хиршер третий раз подряд победил в общем зачёте Кубка мира

Кубок мира по горнолыжному спорту сезона 2013/2014 годов — 48-й по счёту сезон Кубка мира, который начался 26 октября 2013 года в австрийском Зёльдене и завершился 16 марта 2014 года в швейцарском Ленцерхайде.
В связи с проведением зимних Олимпийских игр 2014 года в Сочи в период с 7 по 23 февраля, в календаре Кубка мира была сделана пауза со 2 по 28 февраля.
Действующими обладателями Кубка мира по итогам сезона 2012/13 являлись австриец Марсель Хиршер и словенка Тина Мазе.
Тина Вайратер из Лихтенштейна проводила самый успешный сезон в карьере, к началу зимних Олимпийских игр она шла на втором месте в общем зачёте, уступая только Марии Хёфль-Риш. Однако на трассах «Розы Хутора» во время тренировки скоростного спуска Вайратер получила серьёзную травму правой ноги, из-за которой была вынуждена пропустить все старты на Олимпийских играх и все заключительные этапы Кубка мира. Мария Хёфль-Риш, в свою очередь, упала на трассе скоростного спуска на финальном этапе в Ленцерхайде и получила травму, из-за которой была вынуждена пропустить последние три старта сезона. Австрийка Анна Феннингер, заняв второе место в супергиганте на финальном этапе, за два старта до окончания сезона обеспечила себе победу в общем зачёте, так как Хёфль-Риш лишилась возможности догнать её. Австрийка выиграла общий зачёт Кубка мира впервые с 2007 года, когда первой стала Николь Хосп.
Марсель Хиршер выиграл общий зачёт Кубка мира третий раз подряд, последний раз в мужском Кубке мира это удавалось американцу Филу Маре в 1981—1983 годах, а австрийцам не удавалось ни разу. Последний раз австриец и австрийка одновременно побеждали в общем зачёте Кубка мира в сезоне 2001/02, когда первыми стали Штефан Эберхартер и Михаэла Дорфмайстер.
В зачёте Кубка наций австрийцы одержали победу 25-й сезон подряд. В мужском Кубке наций на их счету 22-я подряд победа, а в женском — 16-я. 

## Общий зачёт
| №  | Горнолыжник          | Очки |
| -- | -------------------- | ---- |
| 1  | Марсель Хиршер       | 1222 |
| 2  | Аксель Лунд Свиндаль | 1091 |
| 3  | Алексис Пентюро      | 1028 |
| 4  | Тед Лигети           | 991  |
| 5  | Феликс Нойройтер     | 813  |
| 6  | Хьетиль Янсруд       | 657  |
| 7  | Хенрик Кристофферсен | 639  |
| 8  | Боде Миллер          | 633  |
| 9  | Маттиас Майер        | 602  |
| 10 | Патрик Кюнг          | 562  |
| 11 | Фриц Допфер          | 503  |
| 12 | Ханнес Райхельт      | 476  |
| 13 | Эрик Гэй             | 440  |
| 14 | Кристоф Иннерхофер   | 438  |
| 15 | Петер Филл           | 432  |
| 16 | Адриен Тео           | 397  |
| 17 | Манфред Мёльгг       | 391  |
| 18 | Карло Янка           | 390  |
| 19 | Дидье Дефаго         | 378  |
| 20 | Бенджамин Райх       | 361  |

| №  | Горнолыжница                  | Очки |
| -- | ----------------------------- | ---- |
| 1  | Анна Феннингер                | 1371 |
| 2  | Мария Хёфль-Риш               | 1180 |
| 3  | Лара Гут                      | 1101 |
| 4  | Тина Мазе                     | 964  |
| 5  | Тина Вайратер                 | 943  |
| 6  | Микаэла Шиффрин               | 895  |
| 7  | Мария Пиетиля Хольмнер        | 647  |
| 8  | Элизабет Гёргль               | 640  |
| 9  | Николь Хосп                   | 575  |
| 10 | Фрида Хансдоттер              | 534  |
| 11 | Доминика Гизин                | 523  |
| 11 | Джессика Линделль-Викарбю     | 523  |
| 13 | Мари-Мишель Ганьон            | 521  |
| 14 | Катрин Цеттель                | 469  |
| 15 | Кайса Клинг                   | 427  |
| 16 | Марианна Кауфман-Абдерхальден | 399  |
| 17 | Марлис Шильд                  | 385  |
| 18 | Надя Фанкини                  | 376  |
| 19 | Виктория Ребенсбург           | 352  |
| 20 | Николь Шмидхофер              | 320  |

## Календарь сезона

### Легенда
- П — параллельный слалом (городской старт — city event)

В скобках после имени победителя указано который по счёту этап Кубка мира за карьеру был выигран

### Мужчины
| Дата                                               | Место                         | Вид | Победитель                                                           | Второе место                                                         | Третье место                                                         | Ссылка                                                               |
| -------------------------------------------------- | ----------------------------- | --- | -------------------------------------------------------------------- | -------------------------------------------------------------------- | -------------------------------------------------------------------- | -------------------------------------------------------------------- |
| 27 окт 2013                                        | Зёльден, Австрия              | Г   | Тед Лигети (18)                                                      | Алексис Пентюро                                                      | Марсель Хиршер                                                       |                                                                      |
| 17 ноя 2013                                        | Леви, Финляндия               | Сл  | Марсель Хиршер (19)                                                  | Марио Матт                                                           | Хенрик Кристофферсен                                                 |                                                                      |
| 30 ноя 2013                                        | Лейк Луиз, Канада             | СС  | Доминик Парис (3)                                                    | Клаус Крёлль                                                         | Адриен Тео                                                           |                                                                      |
| 1 дек 2013                                         | Лейк Луиз, Канада             | СГ  | Аксель Лунд Свиндаль (22)                                            | Маттиас Майер                                                        | Георг Штрайтбергер                                                   |                                                                      |
| 6 дек 2013                                         | Бивер Крик, США               | СС  | Аксель Лунд Свиндаль (23)                                            | Ханнес Райхельт                                                      | Петер Филл                                                           |                                                                      |
| 7 дек 2013                                         | Бивер Крик, США               | СГ  | Патрик Кюнг (1)                                                      | Отмар Штридингер                                                     | Петер Филл                                                           |                                                                      |
| 7 дек 2013                                         | Бивер Крик, США               | СГ  | Патрик Кюнг (1)                                                      | Отмар Штридингер                                                     | Ханнес Райхельт                                                      |                                                                      |
| 8 дек 2013                                         | Бивер Крик, США               | Г   | Тед Лигети (19)                                                      | Боде Миллер                                                          | Марсель Хиршер                                                       |                                                                      |
| 14 дек 2013                                        | Валь-д'Изер, Франция          | Г   | Марсель Хиршер (20)                                                  | Тома Фанара                                                          | Штефан Луйц                                                          |                                                                      |
| 15 дек 2013                                        | Валь-д'Изер, Франция          | Сл  | Марио Матт (15)                                                      | Маттиас Харгин                                                       | Патрик Талер                                                         |                                                                      |
| 20 дек 2013                                        | Валь-Гардена, Италия          | СГ  | Аксель Лунд Свиндаль (24)                                            | Ян Худек                                                             | Адриен Тео                                                           |                                                                      |
| 21 дек 2013                                        | Валь-Гардена, Италия          | СС  | Эрик Гэй (4)                                                         | Хьетиль Янсруд                                                       | Жоан Кларе                                                           |                                                                      |
| 22 дек 2013                                        | Альта-Бадья, Италия           | Г   | Марсель Хиршер (21)                                                  | Алексис Пентюро                                                      | Тед Лигети                                                           |                                                                      |
| 29 дек 2013                                        | Бормио, Италия                | СС  | Аксель Лунд Свиндаль (25)                                            | Ханнес Райхельт                                                      | Эрик Гэй                                                             |                                                                      |
| 1 янв 2014                                         | Мюнхен, Германия              | П   | Этап отменён из-за недостатка снега, переноса на другую дату не было | Этап отменён из-за недостатка снега, переноса на другую дату не было | Этап отменён из-за недостатка снега, переноса на другую дату не было | Этап отменён из-за недостатка снега, переноса на другую дату не было |
| 6 янв 2014                                         | Загреб, Хорватия              | Сл  | Этап отменён из-за тёплой погоды, перенесён в Бормио на тот же день  | Этап отменён из-за тёплой погоды, перенесён в Бормио на тот же день  | Этап отменён из-за тёплой погоды, перенесён в Бормио на тот же день  | Этап отменён из-за тёплой погоды, перенесён в Бормио на тот же день  |
| 6 янв 2014                                         | Бормио, Италия                | Сл  | Феликс Нойройтер (6)                                                 | Марсель Хиршер                                                       | Манфред Мёльгг                                                       |                                                                      |
| 11 янв 2014                                        | Адельбоден, Швейцария         | Г   | Феликс Нойройтер (7)                                                 | Тома Фанара                                                          | Марсель Хиршер                                                       |                                                                      |
| 12 янв 2014                                        | Адельбоден, Швейцария         | Сл  | Марсель Хиршер (22)                                                  | Андре Мюрер                                                          | Хенрик Кристофферсен                                                 |                                                                      |
| 17 янв 2014                                        | Венген, Швейцария             | СК  | Тед Лигети (20)                                                      | Алексис Пентюро                                                      | Натко Зрнчич-Дим                                                     |                                                                      |
| 18 янв 2014                                        | Венген, Швейцария             | СС  | Патрик Кюнг (2)                                                      | Ханнес Райхельт                                                      | Аксель Лунд Свиндаль                                                 |                                                                      |
| 19 янв 2014                                        | Венген, Швейцария             | Сл  | Алексис Пентюро (5)                                                  | Феликс Нойройтер                                                     | Марсель Хиршер                                                       |                                                                      |
| 24 янв 2014                                        | Кицбюэль, Австрия             | Сл  | Феликс Нойройтер (8)                                                 | Хенрик Кристофферсен                                                 | Патрик Талер                                                         |                                                                      |
| 25 янв 2014                                        | Кицбюэль, Австрия             | СС  | Ханнес Райхельт (7)                                                  | Аксель Лунд Свиндаль                                                 | Боде Миллер                                                          |                                                                      |
| 26 янв 2014                                        | Кицбюэль, Австрия             | СГ  | Дидье Дефаго (5)                                                     | Боде Миллер                                                          | Аксель Лунд Свиндаль                                                 |                                                                      |
| 26 янв 2014                                        | Кицбюэль, Австрия             | СГ  | Дидье Дефаго (5)                                                     | Боде Миллер                                                          | Макс Франц                                                           |                                                                      |
| 26 янв 2014                                        | Кицбюэль, Австрия             | СК  | Алексис Пентюро (6)                                                  | Тед Лигети                                                           | Марсель Хиршер                                                       |                                                                      |
| 28 янв 2014                                        | Шладминг, Австрия             | Сл  | Хенрик Кристофферсен (1)                                             | Марсель Хиршер                                                       | Феликс Нойройтер                                                     |                                                                      |
| 1 фев 2014                                         | Гармиш-Партенкирхен, Германия | СС  | Этап отменён из-за недостатка снега, перенесён в Санкт-Мориц         | Этап отменён из-за недостатка снега, перенесён в Санкт-Мориц         | Этап отменён из-за недостатка снега, перенесён в Санкт-Мориц         | Этап отменён из-за недостатка снега, перенесён в Санкт-Мориц         |
| 2 фев 2014                                         | Гармиш-Партенкирхен, Германия | СГ  | Этап отменён из-за недостатка снега, перенесён в Санкт-Мориц         | Этап отменён из-за недостатка снега, перенесён в Санкт-Мориц         | Этап отменён из-за недостатка снега, перенесён в Санкт-Мориц         | Этап отменён из-за недостатка снега, перенесён в Санкт-Мориц         |
| 1 фев 2014                                         | Санкт-Мориц, Швейцария        | СС  | Этап отменён из-за тумана, перенесен в Квитфьелль на 28 февраля      | Этап отменён из-за тумана, перенесен в Квитфьелль на 28 февраля      | Этап отменён из-за тумана, перенесен в Квитфьелль на 28 февраля      | Этап отменён из-за тумана, перенесен в Квитфьелль на 28 февраля      |
| 2 фев 2014                                         | Санкт-Мориц, Швейцария        | Г   | Тед Лигети (21)                                                      | Марсель Хиршер                                                       | Алексис Пентюро                                                      |                                                                      |
| Зимние Олимпийские игры 2014 (7 — 23 февраля 2014) |                               |     |                                                                      |                                                                      |                                                                      |                                                                      |
| 28 фев 2014                                        | Квитфьелль, Норвегия          | СС  | Георг Штрайтбергер (3)                                               |                                                                      | Трэвис Гэнонг                                                        |                                                                      |
| 28 фев 2014                                        | Квитфьелль, Норвегия          | СС  | Хьетиль Янсруд (2)                                                   |                                                                      | Трэвис Гэнонг                                                        |                                                                      |
| 1 мар 2014                                         | Квитфьелль, Норвегия          | СС  | Эрик Гэй (5)                                                         | Жоан Кларе                                                           | Маттиас Майер                                                        |                                                                      |
| 2 мар 2014                                         | Квитфьелль, Норвегия          | СГ  | Хьетиль Янсруд (3)                                                   | Патрик Кюнг                                                          | Маттиас Майер                                                        |                                                                      |
| 8 мар 2014                                         | Краньска-Гора, Словения       | Г   | Тед Лигети (22)                                                      | Бенджамин Райх                                                       | Хенрик Кристофферсен                                                 |                                                                      |
| 9 мар 2014                                         | Краньска-Гора, Словения       | Сл  | Феликс Нойройтер (9)                                                 | Фриц Допфер                                                          | Хенрик Кристофферсен                                                 |                                                                      |
| 12 мар 2014                                        | Ленцерхайде, Швейцария        | СС  | Маттиас Майер (1)                                                    | Тед Лигети                                                           | —                                                                    |                                                                      |
| 12 мар 2014                                        | Ленцерхайде, Швейцария        | СС  | Маттиас Майер (1)                                                    | Кристоф Иннерхофер                                                   | —                                                                    |                                                                      |
| 13 мар 2014                                        | Ленцерхайде, Швейцария        | СГ  | Алексис Пентюро (7)                                                  | Тома Мермийо-Блонден                                                 | Боде Миллер                                                          |                                                                      |
| 15 мар 2014                                        | Ленцерхайде, Швейцария        | Г   | Тед Лигети (23)                                                      | Алексис Пентюро                                                      | Феликс Нойройтер                                                     |                                                                      |
| 16 мар 2014                                        | Ленцерхайде, Швейцария        | Cл  | Марсель Хиршер (23)                                                  | Феликс Нойройтер                                                     | Марио Матт                                                           |                                                                      |

### Женщины
| Дата                                               | Место                         | Вид | Победительница                                                        | Второе место                                                          | Третье место                                                          | Ссылка                                                                |
| -------------------------------------------------- | ----------------------------- | --- | --------------------------------------------------------------------- | --------------------------------------------------------------------- | --------------------------------------------------------------------- | --------------------------------------------------------------------- |
| 26 окт 2013                                        | Зёльден, Австрия              | Г   | Лара Гут (4)                                                          | Катрин Цеттель                                                        | Виктория Ребенсбург                                                   |                                                                       |
| 16 ноя 2013                                        | Леви, Финляндия               | Сл  | Микаэла Шиффрин (5)                                                   | Мария Хёфль-Риш                                                       | Тина Мазе                                                             |                                                                       |
| 29 ноя 2013                                        | Бивер Крик, США               | СС  | Лара Гут (5)                                                          | Тина Вайратер                                                         | Елена Фанкини                                                         |                                                                       |
| 30 ноя 2013                                        | Бивер Крик, США               | СГ  | Лара Гут (6)                                                          | Анна Феннингер                                                        | Николь Хосп                                                           |                                                                       |
| 1 дек 2013                                         | Бивер Крик, США               | Г   | Джессика Линделль-Викарбю (2)                                         | Микаэла Шиффрин                                                       | Тина Вайратер                                                         |                                                                       |
| 6 дек 2013                                         | Лейк Луиз, Канада             | СС  | Мария Хёфль-Риш (25)                                                  | Марианна Кауфман-Абдерхальден                                         | Елена Фанкини                                                         |                                                                       |
| 7 дек 2013                                         | Лейк Луиз, Канада             | СС  | Мария Хёфль-Риш (26)                                                  | Тина Вайратер                                                         | Анна Феннингер                                                        |                                                                       |
| 8 дек 2013                                         | Лейк Луиз, Канада             | СГ  | Лара Гут (7)                                                          | Тина Вайратер                                                         | Анна Феннингер                                                        |                                                                       |
| 14 дек 2013                                        | Санкт-Мориц, Швейцария        | СГ  | Тина Вайратер (2)                                                     | Кайса Клинг                                                           | Анна Феннингер                                                        |                                                                       |
| 15 дек 2013                                        | Санкт-Мориц, Швейцария        | Г   | Тесса Ворле (8)                                                       | Джессика Линделль-Викарбю                                             | Тина Мазе                                                             |                                                                       |
| 17 дек 2013                                        | Куршевель, Франция            | Сл  | Марлис Шильд (36)                                                     | Фрида Хансдоттер                                                      | Бернадетте Шильд                                                      |                                                                       |
| 21 дек 2013                                        | Валь-д'Изер, Франция          | СС  | Марианна Кауфман-Абдерхальден (1)                                     | Тина Мазе                                                             | Корнелия Хюттер                                                       |                                                                       |
| 22 дек 2013                                        | Валь-д'Изер, Франция          | Г   | Тина Вайратер (3)                                                     | Лара Гут                                                              | Мария Пиетиля Хольмнер                                                |                                                                       |
| 28 дек 2013                                        | Лиенц, Австрия                | Г   | Анна Феннингер (5)                                                    | Джессика Линделль-Викарбю                                             | Микаэла Шиффрин                                                       |                                                                       |
| 29 дек 2013                                        | Лиенц, Австрия                | Сл  | Марлис Шильд (37)                                                     | Микаэла Шиффрин                                                       | Мария Хёфль-Риш                                                       |                                                                       |
| 1 янв 2014                                         | Мюнхен, Германия              | П   | Этап отменён из-за недостатка снега, переноса на другую дату не было  | Этап отменён из-за недостатка снега, переноса на другую дату не было  | Этап отменён из-за недостатка снега, переноса на другую дату не было  | Этап отменён из-за недостатка снега, переноса на другую дату не было  |
| 4 янв 2014                                         | Загреб, Хорватия              | Сл  | Этап отменён из-за тёплой погоды, перенесён в Бормио на 5 января      | Этап отменён из-за тёплой погоды, перенесён в Бормио на 5 января      | Этап отменён из-за тёплой погоды, перенесён в Бормио на 5 января      | Этап отменён из-за тёплой погоды, перенесён в Бормио на 5 января      |
| 5 янв 2014                                         | Бормио, Италия                | Сл  | Микаэла Шиффрин (6)                                                   | Мария Пиетиля Хольмнер                                                | Настасья Ноанс                                                        |                                                                       |
| 11 янв 2014                                        | Альтенмаркт, Австрия          | СС  | Элизабет Гёргль (5)                                                   | Анна Феннингер                                                        | Мария Хёфль-Риш                                                       |                                                                       |
| 12 янв 2014                                        | Альтенмаркт, Австрия          | СК  | Мари-Мишель Ганьон (1)                                                | Михаэла Кирхгассер                                                    | Мария Хёфль-Риш                                                       |                                                                       |
| 14 янв 2014                                        | Флахау, Австрия               | Сл  | Микаэла Шиффрин (7)                                                   | Фрида Хансдоттер                                                      | Мария Пиетиля Хольмнер                                                |                                                                       |
| 23 янв 2014                                        | Кортина-д’Ампеццо, Италия     | СГ  | Элизабет Гёргль (6)                                                   | Мария Хёфль-Риш                                                       | Николь Хосп                                                           |                                                                       |
| 24 янв 2014                                        | Кортина-д’Ампеццо, Италия     | СС  | Мария Хёфль-Риш (27)                                                  | Тина Вайратер                                                         | Николь Шмидхофер                                                      |                                                                       |
| 25 янв 2014                                        | Гармиш-Партенкирхен, Германия | СС  | Этап отменён из-за недостатка снега, перенесён в Кортина-д’Ампеццо    | Этап отменён из-за недостатка снега, перенесён в Кортина-д’Ампеццо    | Этап отменён из-за недостатка снега, перенесён в Кортина-д’Ампеццо    | Этап отменён из-за недостатка снега, перенесён в Кортина-д’Ампеццо    |
| 26 янв 2014                                        | Гармиш-Партенкирхен, Германия | СГ  | Этап отменён из-за недостатка снега, перенесён в Кортина-д’Ампеццо    | Этап отменён из-за недостатка снега, перенесён в Кортина-д’Ампеццо    | Этап отменён из-за недостатка снега, перенесён в Кортина-д’Ампеццо    | Этап отменён из-за недостатка снега, перенесён в Кортина-д’Ампеццо    |
| 25 янв 2014                                        | Кортина-д’Ампеццо, Италия     | СС  | Тина Мазе (23)                                                        | Марианна Кауфман-Абдерхальден                                         | Тина Вайратер                                                         |                                                                       |
| 26 янв 2014                                        | Кортина-д’Ампеццо, Италия     | СГ  | Лара Гут (8)                                                          | Тина Вайратер                                                         | Мария Хёфль-Риш                                                       |                                                                       |
| 1 фев 2014                                         | Марибор, Словения             | Г   | Этап отменён из-за сильного снегопада, перенесён в Оре на 6 марта     | Этап отменён из-за сильного снегопада, перенесён в Оре на 6 марта     | Этап отменён из-за сильного снегопада, перенесён в Оре на 6 марта     | Этап отменён из-за сильного снегопада, перенесён в Оре на 6 марта     |
| 2 фев 2014                                         | Краньска-Гора, Словения       | Сл  | Фрида Хансдоттер (1)                                                  | Марлис Шильд                                                          | Бернадетте Шильд                                                      |                                                                       |
| Зимние Олимпийские игры 2014 (7 — 23 февраля 2014) |                               |     |                                                                       |                                                                       |                                                                       |                                                                       |
| 2 мар 2014                                         | Кран-Монтана, Швейцария       | СС  | Андреа Фишбахер (3)                                                   | Анна Феннингер                                                        | Тина Мазе                                                             |                                                                       |
| 2 мар 2014                                         | Кран-Монтана, Швейцария       | СК  | Этап отменён из-за переноса на этот день скоростного спуска с 1 марта | Этап отменён из-за переноса на этот день скоростного спуска с 1 марта | Этап отменён из-за переноса на этот день скоростного спуска с 1 марта | Этап отменён из-за переноса на этот день скоростного спуска с 1 марта |
| 6 мар 2014                                         | Оре, Швеция                   | Г   | Анна Феннингер (6)                                                    | Анемон Мармоттан                                                      | Ева-Мария Брем                                                        |                                                                       |
| 6 мар 2014                                         | Оре, Швеция                   | Г   | Анна Феннингер (6)                                                    | Анемон Мармоттан                                                      | Лара Гут                                                              |                                                                       |
| 7 мар 2014                                         | Оре, Швеция                   | Г   | Анна Феннингер (7)                                                    | Виктория Ребенсбург                                                   | Джессика Линделль-Викарбю                                             |                                                                       |
| 8 мар 2014                                         | Оре, Швеция                   | Сл  | Микаэла Шиффрин (8)                                                   | Мария Пиетиля Хольмнер                                                | Анна Свенн-Ларсон                                                     |                                                                       |
| 12 мар 2014                                        | Ленцерхайде, Швейцария        | СС  | Лара Гут (9)                                                          | Элизабет Гёргль                                                       | Френци Ауфденблаттен                                                  |                                                                       |
| 13 мар 2014                                        | Ленцерхайде, Швейцария        | СГ  | Лара Гут (10)                                                         | Анна Феннингер                                                        | Тина Мазе                                                             |                                                                       |
| 15 мар 2013                                        | Ленцерхайде, Швейцария        | Сл  | Микаэла Шиффрин (9)                                                   | Фрида Хансдоттер                                                      | Марлис Шильд                                                          |                                                                       |
| 16 мар 2014                                        | Ленцерхайде, Швейцария        | Г   | Анна Феннингер (8)                                                    | Ева-Мария Брем                                                        | Джессика Линделль-Викарбю                                             |                                                                       |

### Команды
| Дата        | Место                  | Победитель                                                                                                | Второе место                                                                 | Третье место                                                                                             | Ссылка |
| ----------- | ---------------------- | --- | ---------------------------------------------------------------------------- | --- | ------ |
| 25 фев 2014 | Инсбрук, Австрия       | Швеция · Мария Пиетиля Хольмнер · Анна Свенн-Ларссон · Маттиас Харгин · Антон Лахденперя · Маркус Ларссон | Норвегия · Мона Лёсет · Нина Лёсет · Трульс Йохансен · Себастьян Фог Солевог | Швейцария · Дениз Файерабенд · Венди Хольденер · Надя Фогель · Марк Гини · Рето Шмидигер · Маркус Фогель |        |
| 14 мар 2014 | Ленцерхайде, Швейцария | Швейцария · Дениз Файерабенд · Венди Хольденер · Луана Флютш · Марк Гини · Рето Шмидигер · Люка Арни      | США · Джулия Манкусо · Микаэла Шиффрин · Дэвид Чодунски · Тим Джитлофф       | Австрия · Ева-Мария Брем · Михаэла Кирхгассер · Бернадетте Шильд · Мануэль Феллер · Филипп Шёргхофер     |        |

## Зачёт отдельных дисциплин

### Мужчины
| № | Горнолыжник          | Очки |
| - | -------------------- | ---- |
| 1 | Марсель Хиршер       | 1222 |
| 2 | Аксель Лунд Свиндаль | 1091 |
| 3 | Алексис Пентюро      | 1028 |
| 4 | Тед Лигети           | 991  |
| 5 | Феликс Нойройтер     | 813  |

| №  | Горнолыжник          | Очки |
| -- | -------------------- | ---- |
| 1. | Аксель Лунд Свиндаль | 570  |
| 2. | Ханнес Райхельт      | 360  |
| 3. | Эрик Гэй             | 357  |
| 4. | Хьетиль Янсруд       | 328  |
| 5. | Маттиас Майер        | 307  |
| 5. | Патрик Кюнг          | 307  |

| №  | Горнолыжник          | Очки |
| -- | -------------------- | ---- |
| 1. | Аксель Лунд Свиндаль | 346  |
| 2. | Хьетиль Янсруд       | 259  |
| 3. | Патрик Кюнг          | 255  |
| 4. | Маттиас Майер        | 236  |
| 5. | Боде Миллер          | 220  |

| № | Горнолыжник      | Очки |
| - | ---------------- | ---- |
| 1 | Тед Лигети       | 560  |
| 2 | Марсель Хиршер   | 560  |
| 3 | Алексис Пентюро  | 458  |
| 4 | Тома Фанара      | 278  |
| 5 | Феликс Нойройтер | 263  |

| № | Горнолыжник          | Очки |
| - | -------------------- | ---- |
| 1 | Марсель Хиршер       | 565  |
| 2 | Феликс Нойройтер     | 550  |
| 3 | Хенрик Кристофферсен | 454  |
| 4 | Патрик Талер         | 351  |
| 5 | Маттиас Харгин       | 349  |

### Женщины
| № | Горнолыжница    | Очки |
| - | --------------- | ---- |
| 1 | Анна Феннингер  | 1371 |
| 2 | Мария Хёфль-Риш | 1180 |
| 3 | Лара Гут        | 1101 |
| 4 | Тина Мазе       | 964  |
| 5 | Тина Вайратер   | 943  |

| № | Горнолыжница                  | Очки |
| - | ----------------------------- | ---- |
| 1 | Мария Хёфль-Риш               | 504  |
| 2 | Анна Феннингер                | 424  |
| 3 | Тина Вайратер                 | 400  |
| 4 | Тина Мазе                     | 393  |
| 5 | Марианна Кауфман-Абдерхальден | 389  |

| № | Горнолыжница    | Очки |
| - | --------------- | ---- |
| 1 | Лара Гут        | 448  |
| 2 | Анна Феннингер  | 357  |
| 3 | Тина Вайратер   | 310  |
| 4 | Элизабет Гёргль | 240  |
| 5 | Мария Хёфль-Риш | 216  |

| № | Горнолыжница              | Очки |
| - | ------------------------- | ---- |
| 1 | Анна Феннингер            | 518  |
| 2 | Джессика Линделль-Викарбю | 492  |
| 3 | Мария Пиетиля Хольмнер    | 339  |
| 4 | Лара Гут                  | 285  |
| 5 | Катрин Цеттель            | 284  |

| № | Горнолыжница           | Очки |
| - | ---------------------- | ---- |
| 1 | Микаэла Шиффрин        | 638  |
| 2 | Фрида Хансдоттер       | 488  |
| 3 | Марлис Шильд           | 385  |
| 4 | Мария Пиетиля Хольмнер | 308  |
| 5 | Мария Хёфль-Риш        | 234  |

### Кубок наций
| №  | Страна    | Очки  |
| -- | --------- | ----- |
| 1. | Австрия   | 11489 |
| 2. | Швейцария | 5773  |
| 3. | Италия    | 5335  |
| 4. | Франция   | 4825  |
| 5. | США       | 4801  |

| №  | Страна   | Очки |
| -- | -------- | ---- |
| 1. | Австрия  | 5393 |
| 2. | Франция  | 3689 |
| 3. | Италия   | 3253 |
| 4. | Норвегия | 2955 |
| 5. | США      | 2780 |

| №  | Страна    | Очки |
| -- | --------- | ---- |
| 1. | Австрия   | 6096 |
| 2. | Швейцария | 3356 |
| 3. | Швеция    | 2938 |
| 4. | Италия    | 2082 |
| 5. | Германия  | 2029 |